# Korsør Kirkegård
Korsør Kirkegård er en kirkegård beliggende i Korsør. Den blev indviet i 1825, og er placeret centralt i byen ned til Storebælt. Kapellet blev opført i 1907, og er tegnet af arkitekt Elving. Det blev udvidet i 1976.

## Kendte begravet på kirkegården
- Jørgen Thorø Larsen Dyrhauge
- Gustav Kähler
- Valdemar Kähler
- Aksel Mikkelsen-Løth
- Emilie Meng
- Hartvig Rambusch
- Henry Rambusch
- Hans Rasmusen